# 沈浚
沈浚（しん しゅん、生年不詳 - 549年）は、南朝梁の官僚。字は叔源。本貫は呉興郡武康県。

## 経歴
斉の散騎常侍の沈憲の孫にあたる。若くして博学で、才幹があり、山陰県・呉県・建康県の県令を歴任して、有能で知られた。入朝して中書郎・尚書左丞となった。
太清2年（548年）、侯景が反乱を起こして建康に迫ると、沈浚は御史中丞に転じた。やがて梁の諸侯の援軍がやってきたため、侯景は講和を求めた。太清3年（549年）、講和が成立したが、ときに建康城内に疫病が発生したことを侯景が知ると、軍を撤退させようとしなかった。皇太子蕭綱が沈浚を侯景のところに使者として派遣すると、侯景は撤退の意志を示さず、刃を膝に横たえて沈浚を脅そうとした。沈浚は「どうして逆臣の刀をおそれようか」といって退出した。侯景は「これ真の司直なり」と評しつつ、ひそかに恨みを抱いた。侯景が張嵊を撃破すると、沈浚の身柄を求めた。沈浚は捕らえられて殺害された。

## 伝記資料
- 『梁書』巻43 列伝第37
- 『南史』巻36 列伝第26